# Рид, Грэм (хоккеист на траве, 1948)
Грэм Рид (англ. Graeme Reid, род. 15 июня 1948) — австралийский хоккеист (хоккей на траве), вратарь. Серебряный призёр летних Олимпийских игр 1976 года.

## Биография
Грэм Рид родился 15 июня 1948 года.
Играл в хоккей на траве за «Юнайтед» из Канберры.
В 1972 году вошёл в состав сборной Австралии по хоккею на траве на летних Олимпийских играх в Мюнхене, занявшей 5-е место. Играл на позиции вратаря, провёл 1 матч, мячей не пропускал.
В 1976 году вошёл в состав сборной Австралии по хоккею на траве на летних Олимпийских играх в Монреале и завоевал серебряную медаль. Играл на позиции вратаря, провёл 1 матч, мячей не пропускал.